# Wendell Carter Jr.

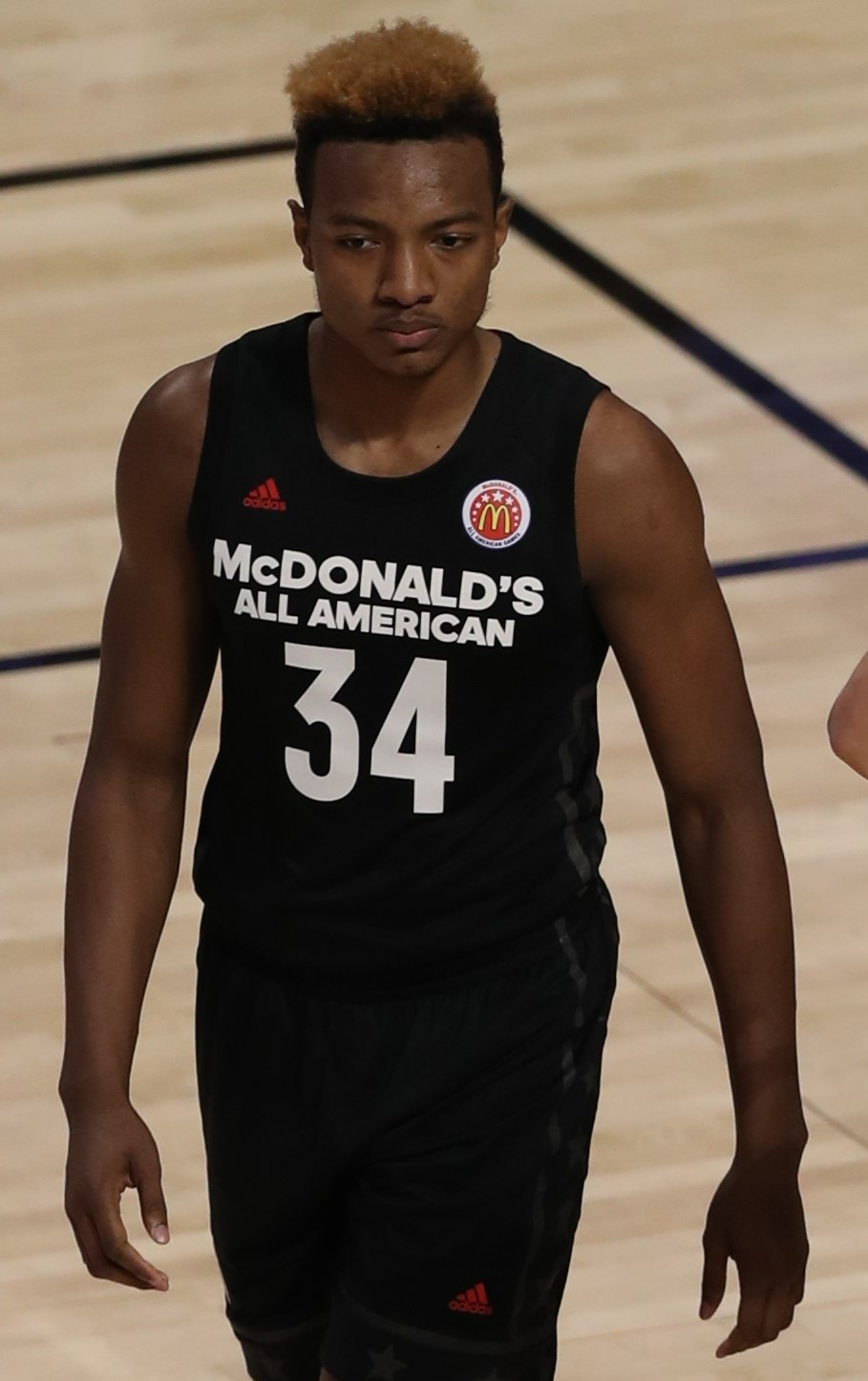
Wendell Carter Jr., 2017.

Wendell Andre Carter Jr., född 16 april 1999 i Atlanta i Georgia, är en amerikansk professionell basketspelare (C/PF) som spelar för Orlando Magic i National Basketball Association (NBA). Han har tidigare spelat för Chicago Bulls.
Carter draftades av Chicago Bulls i första rundan i 2018 års draft som sjunde spelare totalt.
Innan han blev proffs studerade Carter vid Duke University och spelade för universitetets idrottsförening Duke Blue Devils.